# Wierzchówka
Wierzchówka (ukr. Верхівка) – wieś na Ukrainie w rejonie trostianeckim, obwodu winnickiego.

## Pałac
- pałac nad wodą wybudowany w XIX w. w stylu neobarokowym przez Henryka (ur. 1854 r.) i Witolda (ur. 1855 r.) Sobańskich[3] zachował się do czasów współczesnych. Pałac posiadał z boku wieżę i tarasy, obok znana stadnina[4].